# Щербинин, Юрий Леонидович
Ю́рий Леони́дович Щерби́нин (30 мая 1941, Харьков — 17 ноября 2019, Харьков) — советский и украинский музыковед, музыкальный критик, педагог, фотохудожник, общественный деятель. Основатель и руководитель общественного общедоступного музея «Обереги музыкальной Харьковщины».

## Биографические сведения
- 1964 год — окончил Харьковское музыкальное училище (отдел специального фортепиано, класс Я. Фейгина).
- В 1965—1967 — воспитанник Ленинградской консерватории им. Римского-Корсакова (класс проф. П. Серебрякова и проф. Е. Муриной).
- В 1970 году окончил Харьковский институт искусств им. И. Котляревского (кл. проф. Г. Тюменевой).
- С 1964 преподаватель ДМШ им. Бетховена в Харькове.
- В 1964—1967 — концертмейстер и преподаватель Харьковского музыкального училища им. Б. Лятошинского.
- В 1967—1973 — преподаватель и заведующий кабинетом истории и теории музыки Харьковского института искусств.
- В 1973—1978 и 1984—1997 — ответственный секретарь Харьковской организации Союза композиторов Украины.
- В 1978—1984 — директор Харьковского музыкального училища им. Б. Лятошинского.
- В 2000—2003 — фотохудожник фотосалона «KONIKA» в Харькове.
- В 1997—2000 и с 2003 года — преподаватель кафедры философии, фотохудожник и куратор по вопросам культуры и искусства, инструктор отдела по работе с личным составом Харьковского университета Воздушных Сил им. И. Кожедуба.
- С 1973 года член Союза композиторов Украины и Всеукраинского музыкального союза. Неоднократно избирался членом правления Союза композиторов Украины. В 1973—1997 и с 2004 года — член правления Харьковской организации Национального Союза композиторов Украины, с 2015 — член ревизионной комиссии Национального Союза композиторов Украины.
- 2013 — удостоен муниципальной премии имени Ильи Слатина.
- 30 августа 2014 при поддержке руководства Харьковской мэрии и командования ХУВС им. Ивана Кожедуба по инициативе Ю. Л. Щербинина и на основе его личного архивного собрания была открыта постоянно действующая общедоступная Галерея-музей «Обереги музыкальной Харьковщины», которая была им возглавлена.

## Творческая и научная деятельность

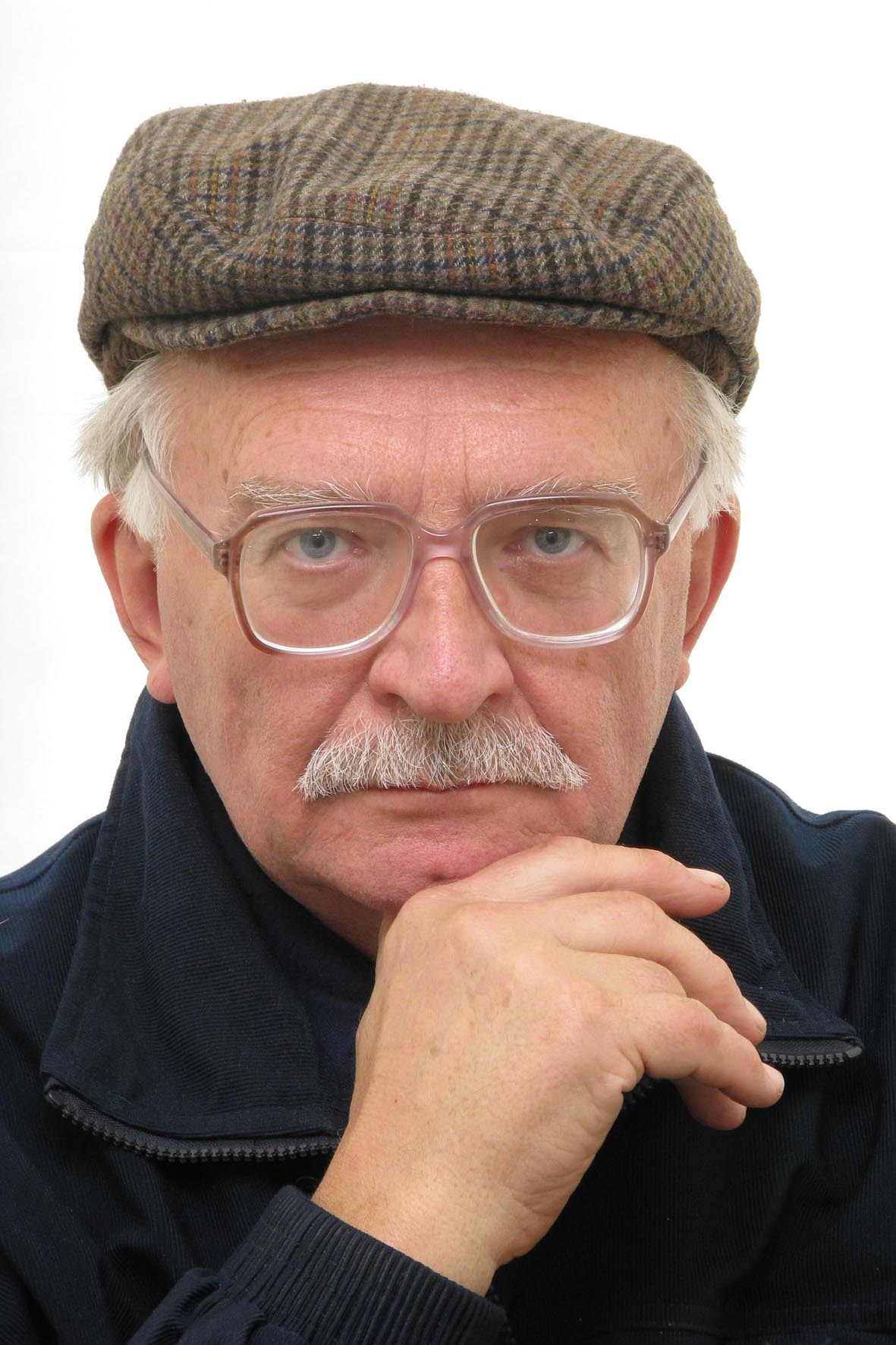
Юрий Леонидович Щербинин в 2010 году

На протяжении многих десятилетий деятельность Ю. Л. Щербинина направлена на возрождение и сохранение истории музыкальной культуры Слобожанщины и на пропаганду лучших достижений современной украинской музыки. Ещё в конце 60-х годов он сделал первые фундаментальные разработки, публикации и выступления в СМИ по возрождению и увековечению деятельности основателя музыкального профессионализма в Харькове И. И. Слатина и его творческого окружения.
На базе личных архивных коллекций, в которых хранятся, в частности, эксклюзивные материалы И. Слатина, Я. Степового, Ф. Акименко, В. Горовца, С. Рихтера, Д. Шостаковича, П. Серебрякова и других выдающихся деятелей культуры Украины и России подготовил и провёл радио-и телевизионные циклы «Путешествие в прошлое», «Музыка и современность», «Музыка, рождённая в нашем городе», «Быть или не быть Музыкальному музею в Харькове».
Автор более 200 публикаций в сборниках и периодике.
Среди них статьи:
- «К истории музыкального образования в Харькове» (изд. АН УССР «Украинское музыковедение» № 6, 1971)
- «Харьков музыкальный» (изд. БСЭ «Музыкальная энциклопедия», т. 5, Москва, 1981)
- «У истоков музыкальной культуры Харькова» (сб. материалов международного фестиваля «Харьковские ассамблеи», Харьков, 1992)
- «Учебный кабинет истории и теории музыки» (в кн.: Харьковский институт искусств 1917—1992 гг., Харьков, 1992)

- Буклет: «К 200-летию Харьковского театра оперы и балета имени М. Лысенко» (Харьков, 1995)
- «Продолжатели наилучших традиций — к 100-летию Харьковского музыкального училища»; (подборка «И. Рубинштейн в Харькове», изд. Вагнеровского общества, Байройт, 1988)
- справочные материалы к телефильму о И. Рубинштейне (Париж, 1987)
- материалы к книге Ю. Оранского «Композиторы Украины» (Филадельфия, США, 2000)
- «Биограф от бога» и «На волнах духовности» — статьи в юбилейном сборнике Харьковской городской специализированной музыкально-театральной библиотеки имени К. С. Станиславского «Переступи порог библиотеки» — Харьків — 2006. с.с. 143, 228—230
- «Музыка и патриотическое воспитание военнослужащих» — сборник материалов научно-практической конференции Харьковского Университета Воздушных Сил — Харьков — 2008. с. 93.
- Листая прошлого страницы — статья в историко-краеведческом альманахе «В милом городе моём», выпуск 1, изд. Музея знаменитых харьковчан им. К. Шульженко при поддержке Департамента культуры Харьковского городского совета, Харьков «Майдан», 2016 стр. 148—159.
- участник международных конференций, в том числе «Музыка Украины XVI—XVIII века» (Киев), «Музыка Л. Бетховена» (Минск) и др.

Систематически выступал с музыкально-просветительскими лекциями и беседами перед широкой слушательской аудиторией. Автор и главный редактор музыкального оформления Мемориала вечной Славы в Харькове.
Умер 17 ноября 2019 года.